# لغة الإشارة القطرية
لغة الإشارة القطرية الموحدة اقتراح المجلس الأعلى لشؤون الأسرة في قطر إلى توحيد لغات الإشارة، أو ربما اللغات من قطر. وقد نشر قاموس. وقد أشار المجلس إلى أن لغة الإشارة في قطر قد تنتمي إلى أسرة لغة الإشارة العربية.